# قلعه شیرخان
قلعه شیرخان روستایی است از توابع بخش مرکزی شهرستان ساوه در استان مرکزی ایران.

## جمعیت
این روستا در دهستان قره‌چای قرار دارد و براساس سرشماری مرکز آمار ایران در سال ۱۳۹۵، جمعیت آن ۴۶۲ نفر (۱۲۱ خانوار) است.